# 崇福
崇福（1164年—1177年）是西遼承天后耶律普速完時用的一個年號，共計14年。
元代史籍《遼史》並未記載何年改元崇福。錢大昕考訂認為甲戌年（1154年，錢謂此年是紹興十三年）十二月改元崇福，至戊子年（1168年）十一月，計14年。汪遠孫考訂認為甲申年（1164年）改元崇福，至丁酉年（1177年）止，計14年。近代學者如紀安宗以1164年為改元崇福之年。
李兆洛《纪元编》还记有皇德、重德年号，未详何时；梁玉绳认为耶律大石字重德，重德作为年号是误记。

## 纪年對照表
| 崇福 | 元年   | 二年   | 三年   | 四年   | 五年   | 六年   | 七年   | 八年   | 九年   | 十年   |
| ---- | ------ | ------ | ------ | ------ | ------ | ------ | ------ | ------ | ------ | ------ |
| 公元 | 1164年 | 1165年 | 1166年 | 1167年 | 1168年 | 1169年 | 1170年 | 1171年 | 1172年 | 1173年 |
| 干支 | 甲申   | 乙酉   | 丙戌   | 丁亥   | 戊子   | 己丑   | 庚寅   | 辛卯   | 壬辰   | 癸巳   |
| 崇福 | 十一年 | 十二年 | 十三年 | 十四年 |        |        |        |        |        |        |
| 公元 | 1174年 | 1175年 | 1176年 | 1177年 |        |        |        |        |        |        |
| 干支 | 甲午   | 乙未   | 丙申   | 丁酉   |        |        |        |        |        |        |

## 參看
- 中國年號索引

## 深入閱讀
- 李崇智. . 北京: 中華書局. 2004年12月. ISBN 7101025129.
- 鄧洪波. . 臺北: 國立臺灣大學東亞經典與文化研究計劃. 2005年3月  [2021-11-28]. ISBN 9789860005189. （原始内容 (pdf)存档于2007-08-25）.

| 前一年號： 續興 | 西辽年号 | 下一年號： 天喜 |